# Holzmann (Familienname)
Holzmann ist ein deutscher Familienname.

## Namensträger
- Arthur Holzmann (1880–1969), deutscher Politiker (NSDAP)
- Benedikt Holzmann (* 1991), deutscher Telemarker
- Carl Holzmann (1849–1914), österreichischer Architekt
- Ernst Holzmann (* 1963), österreichischer Politiker (SPÖ), Wiener Landtagsabgeordneter
- Felix Holzmann (1921–2002), tschechischer Komiker
- Georg Holzmann (Politiker) (Johann Georg Hol(t)zmann; 1791–1893), hessischer Landwirt, Bürgermeister und Abgeordneter
- Georg Holzmann (Eishockeyspieler) (* 1961), deutscher Eishockeyspieler und -trainer
- Gerard Holzmann (* 1951), niederländischer Informatiker
- Giorgio Holzmann (* 1957), italienischer Politiker
- Gustav Holzmann (1804–1860), deutscher Architekt und Baubeamter, siehe Gustav Holtzmann
- Gustav Holzmann (Politiker) (1825–1903), deutscher Jurist und Politiker
- Gustav Holzmann (Geograph) (1926–1973), österreichischer Geograph, Historiker und Publizist
- Hanne Seelmann-Holzmann (* 1956), deutsche Soziologin und Unternehmensberaterin
- Heinz Holzmann (* 1945), österreichischer Fußballschiedsrichter
- Horst Holzmann (1930–2014), deutscher Radsportler
- Johann Philipp Holzmann (1805–1870), Bauunternehmer
- Johanna Holzmann (* 1995), deutsche Telemarkerin
- Johannes Holzmann (1882–1914), deutscher Schriftsteller, siehe Senna Hoy
- Josef Holzmann (* 1964), deutscher Radrennfahrer
- Josef Holzmann (Pfarrer) (1920–2002), Ehrenkanonikus, Konsistorialrat und Pfarrer von Leonding
- Joseph Alois Holzmann (1762–1815), österreichischer Organist und Komponist
- Kurt Holzmann (1929–2016), deutscher Mediziner
- Manuel Holzmann (* 1999), österreichischer Fußballspieler
- Marcel Holzmann (* 1990), österreichischer Fußballspieler
- Matthias Ernst Holzmann (* 1965), deutscher Sprecher, Songwriter und Opernsänger
- Max Holzmann (1899–1994), Schweizer Kardiologe
- Michael Holzmann (1860–1930), österreichischer Bibliothekar, Bibliograf und Lexikograf
- Olly Holzmann (1916–1995), österreichische Eiskunstläuferin, Tänzerin und Filmschauspielerin
- Peter Liebmann-Holzmann (* 1966), österreichischer Pathophysiologe
- Philipp Holzmann (Bauunternehmer) (1836–1904), deutscher Bauunternehmer, Namensgeber der Firma Philipp Holzmann
- Robert Holzmann (Wirtschaftswissenschaftler) (* 1949), österreichischer Wirtschaftswissenschaftler
- Robert Holzmann (Betriebswirt) (* 1983), deutscher Betriebswirt und Autor
- Rodolfo Holzmann (1910–1992), peruanischer Komponist, Musikpädagoge und -wissenschaftler
- Sebastian Holzmann (* 1993), deutscher Skirennläufer
- Thomas Holzmann (* 1987), deutscher Eishockeyspieler
- Veit Holzmann (* 1992), deutscher Eishockeyspieler
- Wilhelm Holzmann (Bauunternehmer) (1842–1913), deutscher Bauunternehmer
- Wilhelm Holzmann (1878–1949), deutscher Neurologe, Hochschullehrer, MdHB und NS-Funktionär

## Namensvarianten
- Holzman
- Holtzmann (Familienname)
- Holtzman
- Xylander, graezisierter Humanistenname